# Privatgelehrter
Ein Privatgelehrter ist eine in der Regel akademisch gebildete Person, deren Forschung privat motiviert und finanziert ist. Privatgelehrte sind nicht an einer Hochschule oder einer anderen Forschungseinrichtung tätig. Ihre wissenschaftlichen Ergebnisse werden nicht unbedingt  veröffentlicht, sondern oft lediglich in Form privater Aufzeichnungen (Notizen, Tagebuch, Korrespondenzen usw.) festgehalten.
Nicht zu verwechseln mit dem Privatgelehrten ist der Privatdozent, ein habilitierter Wissenschaftler, der an einer Universität lehrt, ohne eine Professur zu bekleiden.

## Gründe und Merkmale
Die möglichen Gründe für eine Tätigkeit als Privatgelehrter sind vielfältig. Charakteristisch sind:
- Methodische und inhaltliche Unabhängigkeit von öffentlichen Auftraggebern.
- Fehlende akademische Qualifikation für eine ordentliche Lehrtätigkeit an einer Wissenschaftlichen Hochschule (Venia legendi).
- Fehlende Kathedra (Lehrstuhl, Professur, Dozentur) trotz akademischer Qualifikation für eine ordentliche Lehrtätigkeit, etwa aufgrund von Stellenmangel, geringer Veröffentlichungstätigkeit u. ä.
- Fehlende Kathedra trotz akademischer Qualifikation, etwa aufgrund politischer, weltanschaulicher, religiöser, ethnischer, geschlechtlicher oder sonstiger Benachteiligung oder politischer Verfolgung.

Voraussetzung für den Lebensunterhalt eines Privatgelehrten ist die finanzielle Unabhängigkeit oder ein nebenberufliches Einkommen.

## Stand der Forschung
Zwar gab es schon in der Antike Wissenschaftler, die ihren Lebensunterhalt nicht durch akademische Tätigkeiten sicherten, dennoch werden erst seit dem 19. Jahrhundert bestimmte Forscher und Denker als Privatgelehrte bezeichnet, z. B. Arthur Schopenhauer, Søren Kierkegaard, Charles Darwin und Walter Benjamin. Seither haben sich die Laufbahnen im Wissenschaftsbetrieb deutlich geändert, arbeiten viele Wissenschaftler an Wissenschaftlichen Hochschulen und Forschungseinrichtungen und sind die Voraussetzungen mancher Forschungsgebiete sehr umfangreich geworden, so dass Wissenschaftler, die dennoch ohne  institutionelle Unterstützung mit relevanten Forschungsergebnissen aufwarten können, in ihren Leistungen besonders hervortreten. 
Andererseits haben sich in den letzten Jahrzehnten auch außeruniversitäre Arbeitsmodelle für Wissenschaftler entwickelt wie etwa eine Tätigkeit als freiberuflicher Fachautor, Gutachter oder Berater, die sich teilweise mit der Figur des klassischen Privatgelehrten überschneiden: Viele Privatgelehrte früherer Zeit verdienten ihren Lebensunterhalt ebenfalls teilweise z. B. als freiberufliche Autoren und umgekehrt finanzieren auch heutige freiberuflich tätige Wissenschaftler ihren Lebensunterhalt teilweise aus anderen Quellen als der wissenschaftlichen Arbeit.  
Wegen der vielfältigen Gründe und Erscheinungsformen einer Tätigkeit als Privatgelehrter gibt es bislang keine systematische Erforschung des Gesamtphänomens. Soweit es erforscht wird, erstrecken sich die Untersuchungen auf individuelle Fälle. Die Forschung erfolgt dabei zumeist fachbezogen, nur selten interdisziplinär.